# Сушиха
Сушиха — деревня в Ордынском районе Новосибирской области России. Входит в состав Усть-Луковского сельсовета.

## География
Площадь деревни — 18 гектаров.

## Население
| 2002 | 2007 | 2010 |
| ---- | ---- | ---- |
| 391  | ↘340 | ↗359 |

## Инфраструктура
В деревне по данным на 2007 год отсутствует социальная инфраструктура.

## Известные уроженцы
- Ануреев, Иван Валерьевич (род. 1979) — российский военнослужащий, рядовой, Герой Российской Федерации.